# CD FILE 長山洋子 VOL.3
『CD FILE 長山洋子 VOL.3』 (シーディ・ファイル ながやまようこ ヴォリューム・スリー) は、長山洋子がアイドル歌手時代に発売したベスト・アルバム。1990年6月25日に、ビクター音楽産業から発売された。

## 解説
本作はビクター音楽産業（現・JVCケンウッド・ビクターエンタテインメント）から発売されたベスト・アルバム「CD FILE」シリーズの一つ。A・B面曲を発売順に収録している。
長山洋子の11枚目から15枚目までのシングルA・B面曲（両A面含）を全て収録したシングル・コレクション・アルバム。

## 収録曲
1. 星に願いを
  - 作詞：竹花いち子 / 作曲：羽場仁志 / 編曲：山川恵津子
    - 11thシングル両A面曲。
2. ハートに火をつけて
  - 作詞・作曲：中原めいこ / 編曲：西平彰
    - 11thシングル両A面曲。
3. 反逆のヒーロー
  - 作詞・作曲：Clark Datchler / 日本語詞：篠原仁志 / 編曲：小林信吾
    - 12thシングルA面曲。
    - ジョニー・ヘイツ・ジャズ「I Don't Want to be a Hero」のカバー曲。
4. 綺麗なプライド
  - 作詞：竹花いち子 / 作曲：松本俊明 / 編曲：小林信吾
    - 12thシングルB面曲。
5. ロンリー グッドナイト
  - 作詞・作曲：J.V.Edwards, S.O.Donell, C.Jennings / 日本語詞：麻生圭子 / 編曲：鷺巣詩郎
    - 13thシングルA面曲。
    - ロレイン・マッケイン「Let The Night Take The Blame」のカバー曲
6. 遠いラストサマー
  - 作詞：竹花いち子 / 作曲：安部恭弘 / 編曲：新川博
    - 13thシングルB面曲。
7. KOIKO
  - 作詞：湯川れい子 / 作曲：高見沢俊彦 / 編曲：井上鑑
    - 14thシングルA面曲。
8. モナリサ
  - 作詞・作曲：高見沢俊彦 / 編曲：井上鑑
    - 14thシングルB面曲。
9. 瞳の中のファーラウェイ
  - 作詞：川村真澄 / 作曲：石田正人 / 編曲：西平彰
    - 15thシングルA面曲。
10. 永遠のブルー
  - 作詞：平井森太郎 / 作曲：和田典久 / 編曲：山川恵津子
    - 15thシングルB面曲。